# João de Deus de Nogueira Ramos
Pour les articles homonymes, voir João de Deus.
João de Deus de Nogueira Ramos connu sous le nom de João de Deus (né à Silves São Bartolomeu de Messines, 8 mars 1830 - Lisbonne, 11 janvier 1896) est un célèbre poète portugais.
Il fait partie des trois écrivains portugais enterrés au Panteão Nacional.

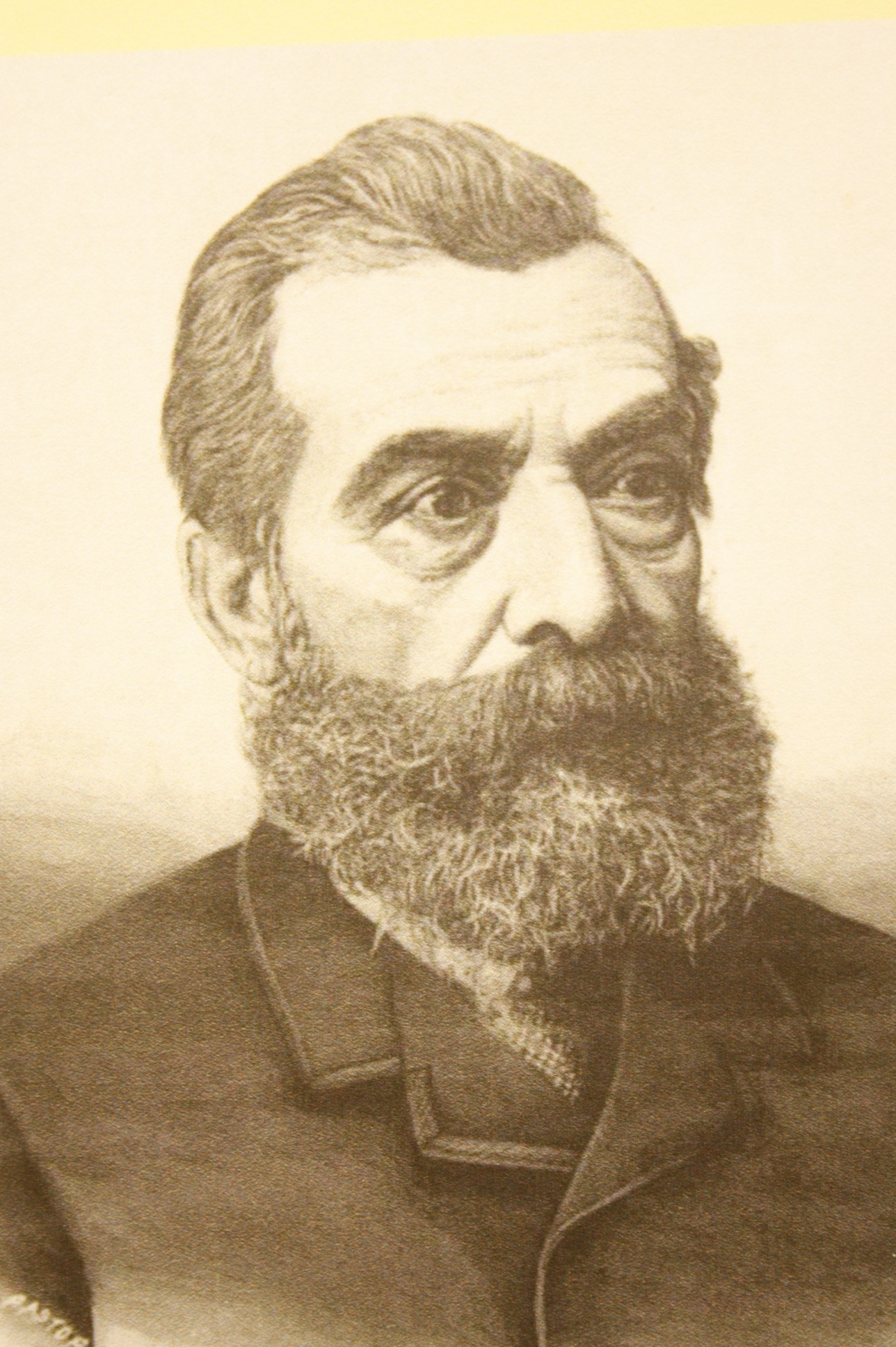

## Distinctions
- Grand-croix de l'ordre de Sant'Iago de l'Épée